# Man at the Crossroads
Man at the Crossroads (tiếng Tây Ban Nha: El hombre en el cruce de caminos; 1934) là một bức bích họa do họa sĩ người Mexico Diego Rivera sáng tác. Ban đầu dự kiến được vẽ trên bức tường đại sảnh của Tòa nhà RCA tại Trung tâm Rockefeller, Thành phố New York, bức tranh khắc họa các bình diện của văn hóa khoa học và xã hội đương đại. Bản gốc của tác phẩm được cấu thành từ ba tấm họa phẩm riêng lẻ ghép lại với nhau: Tấm ở trung tâm, khắc họa một người công nhân đang vận hành máy móc, nằm giữa hai tấm The Frontier of Ethical Evolution và The Frontier of Material Development, lần lượt khắc họa chủ nghĩa xã hội và chủ nghĩa tư bản.
Gia tộc Rockefeller tán thành ý tưởng của bức bích họa: miêu tả sự đối lập giữa chủ nghĩa tư bản và chủ nghĩa cộng sản. Tuy nhiên, sau khi tờ New York World-Telegram chê trách bức tranh là "tuyên truyền chống tư bản", Rivera bèn đáp lại bằng cách thêm vào đó hình tượng Vladimir Lenin và cuộc tuần hành Ngày 1 tháng 5 Xô viết. Khi chuyện này bị phát giác, Nelson Rockefeller – bấy giờ là giám đốc của Rockefeller Center – ép Rivera loại bỏ hình của Lenin, song Rivera ngoan cố không chấp thuận.
Tháng 5 năm 1933, Rockefeller lệnh cho người trát vữa toàn bộ tác phẩm để phá hủy nó; quyết định mà đã gây phản ứng trái chiều từ một số nghệ sĩ khác. Bức bích họa bị đục tróc vào năm 1934; rồi 3 năm sau được thay thế bởi một bức tranh tường của Josep Maria Sert. Chỉ vài bức ảnh trắng đen về tác phẩm gốc còn sót lại, được chụp trong khoảng thời gian Rivera nghi ngờ là nó sắp bị phá hủy. Dựa vào chúng, Rivera vẽ lại phiên bản mới của bức tranh tại Mexico với cái tên Man, Controller of the Universe.
Lùm xùm xoay quanh bức bích họa này khá đáng kể bởi vì lí tưởng cộng sản của Rivera đối nghịch hoàn toàn với chủ đề của Tòa nhà Rockefeller Center, mặc dù bản thân gia đình Rockefeller rất ngưỡng mộ công trình của Rivera.